# Заречье (Симонтовское сельское поселение)
Не путать другими посёлками Заречье в том же Мглинском районе — Заречье (Ветлевское сельское поселение, бывшее Осколковское сельское поселение) и Заречье (Ветлевское сельское поселение)
Заречье — посёлок в Мглинском районе Брянской области Российской Федерации. Входит (с 2019 г.) в Симонтовское сельское поселение.

## География
Посёлок находится в северо-западной части Брянской области, в зоне хвойно-широколиственных лесов, на расстоянии примерно 14 километров (по прямой) к юго-западу от города Мглина, административного центра района. Абсолютная высота — 189 метров над уровнем моря.

### Климат
Климат характеризуется как умеренно континентальный, с тёплым летом и умеренно холодной зимой. Среднегодовая многолетняя температура воздуха составляет 5,1 °С. Средняя температура воздуха самого тёплого месяца (июля) — 17,9 °C (абсолютный максимум — 38 °C); самого холодного (января) — −8,5 °C (абсолютный минимум — −39 °C). Безморозный период длится в среднем 130—135 дней. Среднегодовое количество атмосферных осадков составляет 580 мм, из которых большая часть выпадает в тёплый период. Снежный покров держится в течение 125 дней.

### Часовой пояс
Посёлок Заречье, как и вся Брянская область, находится в часовой зоне МСК (московское время). Смещение применяемого времени относительно UTC составляет +3:00.

## История
До 2005 года Заречье входило в Великодубровский сельский совет. В результате проведения муниципальной реформы в 2005 году Высокский и Великодубровский сельсоветы были объединены в Высокское сельское поселение, в состав которого и было включено Заречье.
С 2005 по 2019 год Заречье в составе Высокского сельского поселения. После его упразднения 8 мая 2019 года Заречье включено в Симонтовское сельское поселение.

## Население
| 2010 | 2013 |
| ---- | ---- |
| 14   | →14  |

Максимальное число жителей 130 человек (1926).

## Инфраструктура
Личное подсобное хозяйство.

## Транспорт
Дорога местного значения из села Великая Дуброва. Просёлочные дороги.